# Trąbka hiszpańska

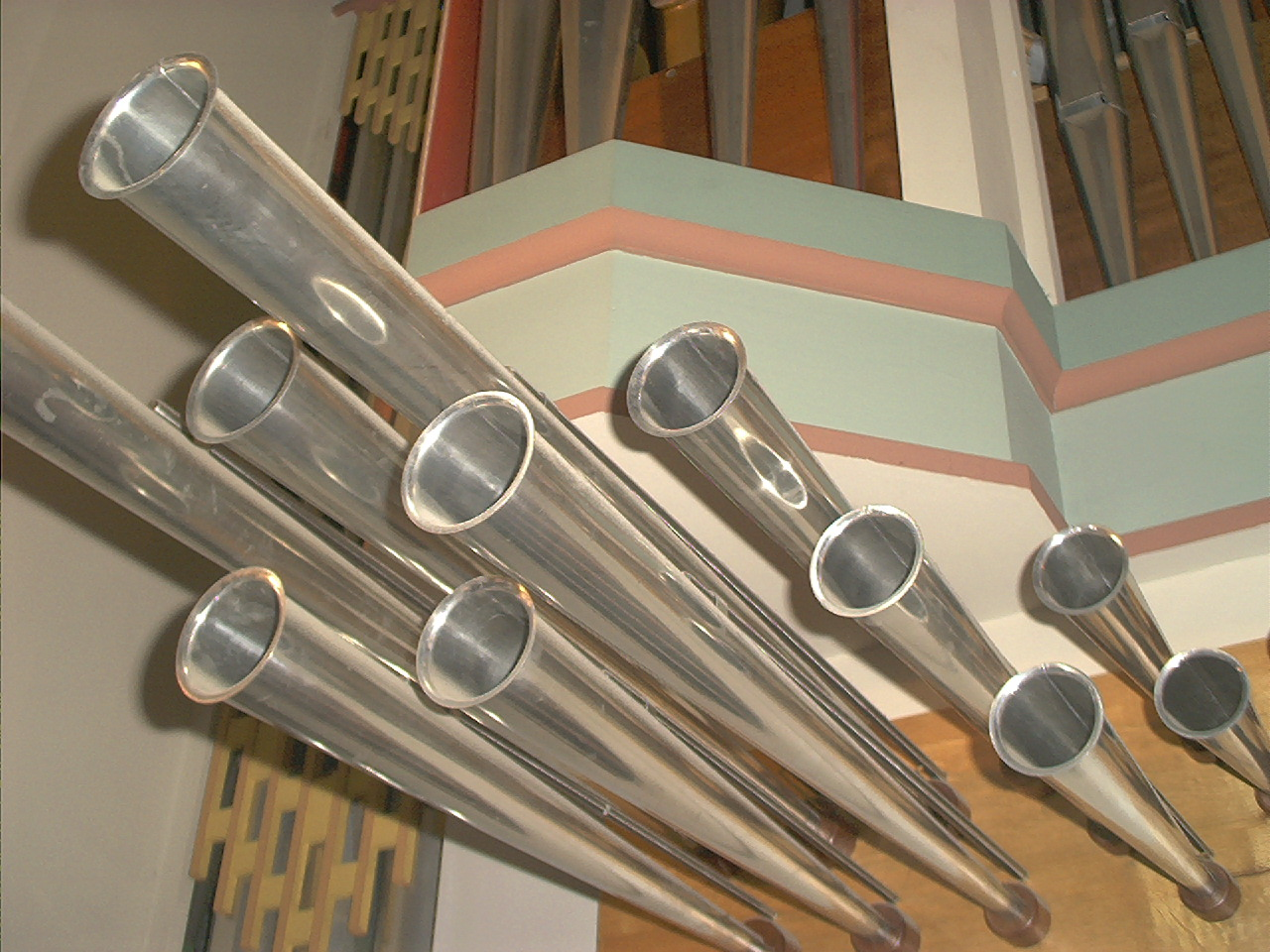
Trąbka hiszpańska

Trąbka hiszpańska (trąbka horyzontalna, szamada, fr. chamade) – językowy głos w organach piszczałkowych o charakterystycznym, mocnym i agresywnym, niekiedy rżniętym i przeszywającym brzmieniu, podobnym do ryku. Ze względu na charakterystyczną barwę i donośność wydawanego dźwięku, jest doskonale słyszalna nawet podczas gry na pełnych organach (tutti). Stosowana jest najczęściej w organach wielkich (posiadających co najmniej kilkadziesiąt głosów i kilka manuałów). Ze względu na specyficzną barwę i położenie dominuje nad pozostałymi głosami instrumentu.

## Charakterystyka
Rezonatory trąbki hiszpańskiej umieszczane są w prospekcie organowym horyzontalnie (dlatego zwana jest czasami trąbką horyzontalną). Stąd współcześnie instalowana jest czasami w sytuacjach, gdy chór organowy jest zbyt mały, aby w sposób tradycyjny (pionowy) zmieścić na nim większą liczbę piszczałek. Roztrąby skierowane są w stronę słuchaczy, do wewnątrz kościoła lub sali koncertowej.
Głos zazwyczaj 8 lub 4-stopowy, rzadziej 16-stopowy, występujący najczęściej w pierwszym, głównym manuale organów. W instrumentach o elektrycznej trakturze rejestrów niekiedy możliwe jest łączenie trąbki hiszpańskiej z dowolnym manuałem lub pedałem.

## Pochodzenie
Wywodzą się z Hiszpanii i używane tam były już w epoce baroku do gry muzyki batalistycznej, imitującej sceny walki. Nazwę szamada zawdzięcza używanym w czasie wojen trąbkom, których dźwięk rozlegał się w czasie walki na polu bitwy lub tuż przed atakiem. 

## Występowanie w Polsce
Trąbka hiszpańska jest praktycznie niespotykana w organach małych i średnich, jak również w wielkich organach dysponujących małą liczbą głosów językowych. Dlatego statystycznie jest głosem rzadkim. Uwzględniając instrumenty polskie, najstarsza jest trąbka hiszpańska w organach Daniela Nitrowskiego w archikatedrze we Fromborku, którą zamontowała firma Emannela Kempera z Lubeki. Następnym chronologicznie głosem tego typu jest szamada zainstalowana w organach Biernackiego w archikatedrze częstochowskiej. 
Poniżej wymieniono budynki w Polsce, w których znajdują się organy posiadające w swojej dyspozycji trąbkę hiszpańską.
| Budynek | Nazwa oryginalna i stopaż                                                         | Materiał         |
| --- | --------------------------------------------------------------------------------- | ---------------- |
| Bazylika archikatedralna Świętej Rodziny w Częstochowie | Trąbka hiszpańska 8'                                                              | miedź            |
| Bazylika archikatedralna Wniebowzięcia NMP i św. Andrzeja we Fromborku | Trąbka hiszpańska 8' (do 1945 roku Spanische trompete 8') Trąbka francuska 4'     | miedź cynk       |
| Bazylika archikatedralna Wniebowzięcia NMP i św. Wojciecha w Gnieźnie | Trąbka hiszpańska 8' Trąbka hiszpańska 4'                                         |                  |
| Archikatedra Chrystusa Króla w Katowicach | Trompete 8' (Spanische)                                                           | miedź            |
| Bazylika archikatedralna św. Jakuba w Szczecinie | Trompeta magna 16' Trompeta real 8' Trompeta alta 4'                              |                  |
| Bazylika archikatedralna św. Jana Chrzciciela w Warszawie | Spanische Trompete 8'                                                             | cynk             |
| Bazylika katedralna św. Michała i św. Floriana w Warszawie | Trąbka hiszpańska 8'                                                              | miedź            |
| Katedra Św. Michała Archanioła w Łomży |                                                                                   |                  |
| Katedra w Opolu | Spanische trompete 16' Spanische trompete 8' Spanische trompete 4'                |                  |
| Bazylika św. Anny na Górze św. Anny | Spanische trompete - hor. 8' Spanische trompete - ver. 4'                         | miedź            |
| Bazylika MB w Licheniu (organy wschodnie) | Tuba magna 16' Tuba mirabilis 8' Clairon 4'                                       |                  |
| Kościół Wniebowzięcia NMP w Katowicach | Spanische trompette 8'                                                            | miedź            |
| Kaplica NMP na Jasnej Górze w Częstochowie | Trąbka hiszpańska 8'                                                              | miedź            |
| Kościół Świętych Polskich Braci Męczenników w Bydgoszczy | Trąbka horyzontalna 8'                                                            | miedź            |
| Kościół MB Królowej Polski w Chojnicach | Trąbka hiszpańska 8'                                                              | miedź            |
| Kościół MB Szkaplerznej w Imielinie | Trąbka hiszpańska 8' Trąbka hiszpańska 4'                                         | miedź            |
| Kościół Św. Rodziny w Lublinie | Trąbka hiszpańska 8'                                                              | miedź            |
| Kościół Najświętszego Serca Jezusowego w Łodzi | Trąbka horyzontalna 8'                                                            |                  |
| Kościół św. Teresy w Łodzi | Trąbka horyzontalna 8' Trąbka horyzontalna 4'                                     |                  |
| Kościół Św. Krzysztofa w Tychach | Schamade 8'                                                                       | miedź            |
| Akademia Muzyczna im. Fryderyka Chopina w Warszawie Kościół Bł. Władysława z Gielniowa w Warszawie Kościół Św. Apostołów Piotra i Pawła w Warszawie Kościół Wszystkich Świętych w Warszawie | Trompete en chamade 8' Tuba harmonika 8' Trąbka horyzontalna 8' Tuba mirabilis 8' | miedź cyna miedź |
| Filharmonia Bałtycka | Chamade 16' Chamade 8' Chamade 4' Chamade 2'                                      |                  |
| Filharmonia Pomorska im. Ignacego Jana Paderewskiego w Bydgoszczy | Trąba hiszpańska 8'                                                               | miedź            |
| Małopolskie Centrum Kultury SOKÓŁ w Nowym Sączu | Trompette en chamade 8'                                                           |                  |

|  |